# Antipodarctus aoteanus
Az Antipodarctus aoteanus (vagy másik nevén Crenarctus crenatus) a felsőbbrendű rákok (Malacostraca) osztályának a tízlábú rákok (Decapoda) rendjébe, ezen belül az Antipodarctus családjába tartozó faj.
Új-Zélandi és a környéki vizekben él nagyjából 100 méter mélységig. Ilyen térségekben gyakran és nagy számban előfordulnak, de komoly ökológiai, fogyasztási vagy evolúciós jelentőségük nincs.
Minden Scyllarinaera jellemző tulajdonságuk megvan. Jellegzetességük a harmadik farokszelvény szélének lelapultsága, egy fogszerű  kidudorodás a pofarészén és a krémfehér homok mintázatú rejtőszínük.